# Louvières (Haute-Marne)
Pour les articles homonymes, voir Louvières.
Louvières est une commune française située dans le département de la Haute-Marne, en région Grand Est.

## Géographie
La commune s'étend sur 8,6 km² et compte 97 habitants depuis le dernier recensement de la population. Avec une densité de 11,3 habitants par km², Louvières a subi une forte baisse de 28,9% de sa population par rapport à 1999.
Entouré par les communes de Poulangy, Vesaignes-sur-Marne et Sarcey, Louvières est situé à 14 km au sud-est de Chaumont la plus grande ville à proximité.
Situé à 351 mètres d'altitude, la Rivière la Traire, le Ruisseau de la Combe Veutet, le Ruisseau du Pecheux sont les principaux cours d'eau qui traversent la commune de Louvières. 
| Poulangy | Poulangy            | Sarcey |
| Poulangy | Louvières           | Nogent |
|          | Vesaignes-sur-Marne |        |

### Hydrographie
La commune est dans la région hydrographique « la Seine de sa source au confluent de l'Oise (exclu) » au sein du bassin Seine-Normandie. Elle est drainée par la Traire, la Combe Morel et le ruisseau de la Combe Veutet,.
La Traire, d'une longueur de 29 km, prend sa source dans la commune de Frécourt et se jette  dans la Marne à Poulangy, après avoir traversé huit communes. Les caractéristiques hydrologiques de la Traire sont données par la station hydrologique située sur la commune. Le débit moyen mensuel est de 1,74 m3/s. Le débit moyen journalier maximum est de 27,2 m3/s, atteint lors de la crue du 30 novembre 1996. Le débit instantané maximal est quant à lui de 36,1 m3/s, atteint le 2 février 2013.

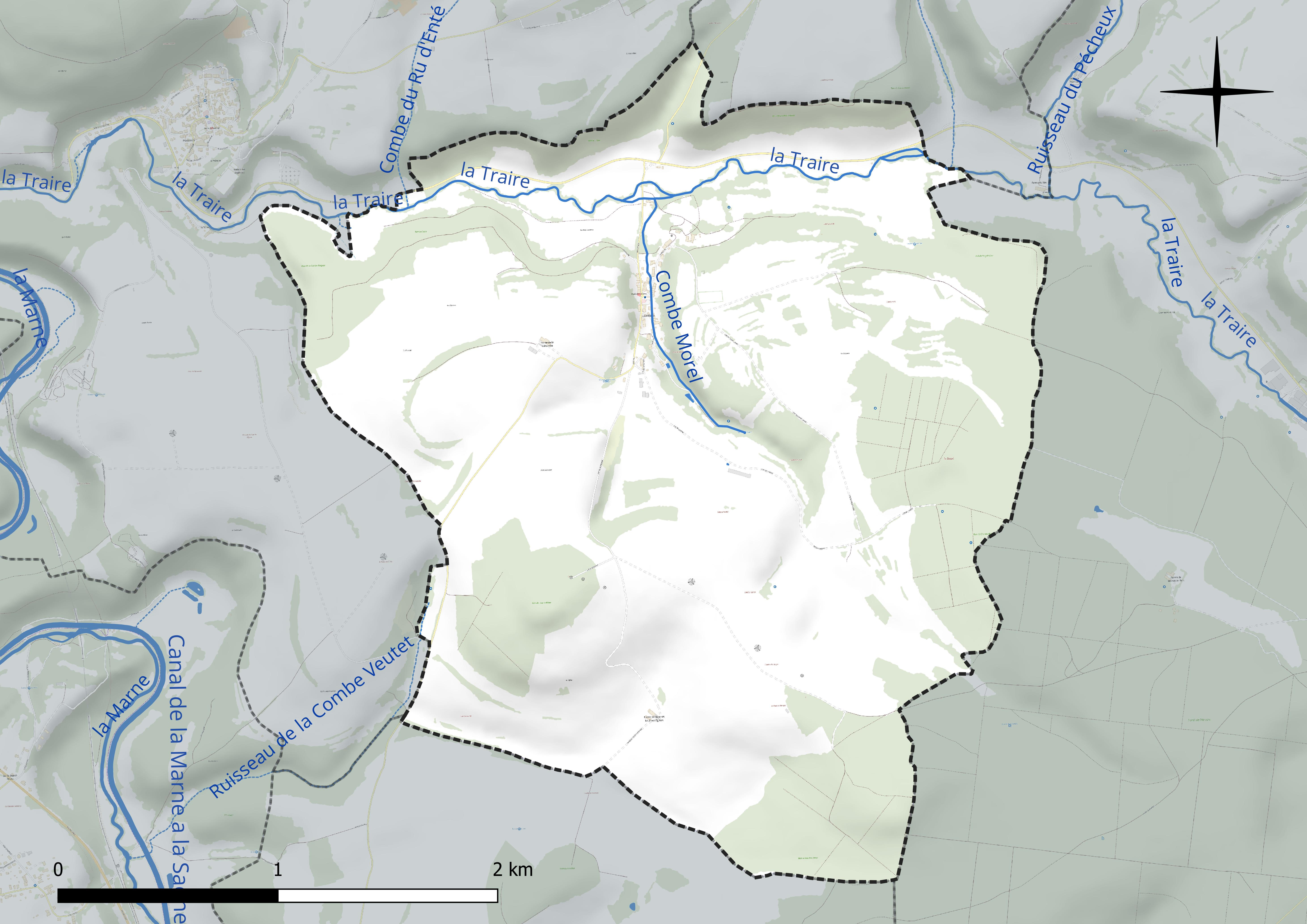
Réseau hydrographique de Louvières.

### Climat
Pour des articles plus généraux, voir Climat du Grand Est et Climat de la Haute-Marne.
En 2010, le climat de la commune est de type climat de montagne, selon une étude du Centre national de la recherche scientifique s'appuyant sur une série de données couvrant la période 1971-2000. En 2020, Météo-France publie une typologie des climats de la France métropolitaine dans laquelle la commune est exposée à un climat océanique altéré et est dans la région climatique  Lorraine, plateau de Langres, Morvan, caractérisée par un hiver rude (1,5 °C), des vents modérés et des brouillards fréquents en automne et hiver. 
Pour la période 1971-2000, la température annuelle moyenne est de 9,5 °C, avec une amplitude thermique annuelle de 16,7 °C. Le cumul annuel moyen de précipitations est de 958 mm, avec 13,4 jours de précipitations en janvier et 9,3 jours en juillet. Pour la période 1991-2020, la température moyenne annuelle observée sur la station météorologique de Météo-France la plus proche, « Is-en-Bassigny », sur la commune d'Is-en-Bassigny à 12 km à vol d'oiseau, est de 10,0 °C et le cumul annuel moyen de précipitations est de 873,6 mm. 
La température maximale relevée sur cette station est de 38,7 °C, atteinte le 25 juillet 2019 ; la température minimale est de −19,3 °C, atteinte le 20 décembre 2009,,. 
Les paramètres climatiques de la commune ont été estimés pour le milieu du siècle (2041-2070) selon différents scénarios d'émission de gaz à effet de serre à partir des nouvelles projections climatiques de référence DRIAS-2020. Ils sont consultables sur un site dédié publié par Météo-France en novembre 2022.

## Urbanisme

### Typologie
Au 1er janvier 2024, Louvières est catégorisée commune rurale à habitat dispersé, selon la nouvelle grille communale de densité à sept niveaux définie par l'Insee en 2022.
Elle est située hors unité urbaine. Par ailleurs la commune fait partie de l'aire d'attraction de Chaumont, dont elle est une commune de la couronne,. Cette aire, qui regroupe 112 communes, est catégorisée dans les aires de 50 000 à moins de 200 000 habitants,.

### Occupation des sols
L'occupation des sols de la commune, telle qu'elle ressort de la base de données européenne d’occupation biophysique des sols Corine Land Cover (CLC), est marquée par l'importance des territoires agricoles (66,4 % en 2018), une proportion identique à celle de 1990 (66,4 %). La répartition détaillée en 2018 est la suivante : 
terres arables (42,5 %), forêts (33,6 %), prairies (24 %). L'évolution de l’occupation des sols de la commune et de ses infrastructures peut être observée sur les différentes représentations cartographiques du territoire : la carte de Cassini (XVIIIe siècle), la carte d'état-major (1820-1866) et les cartes ou photos aériennes de l'IGN pour la période actuelle (1950 à aujourd'hui).

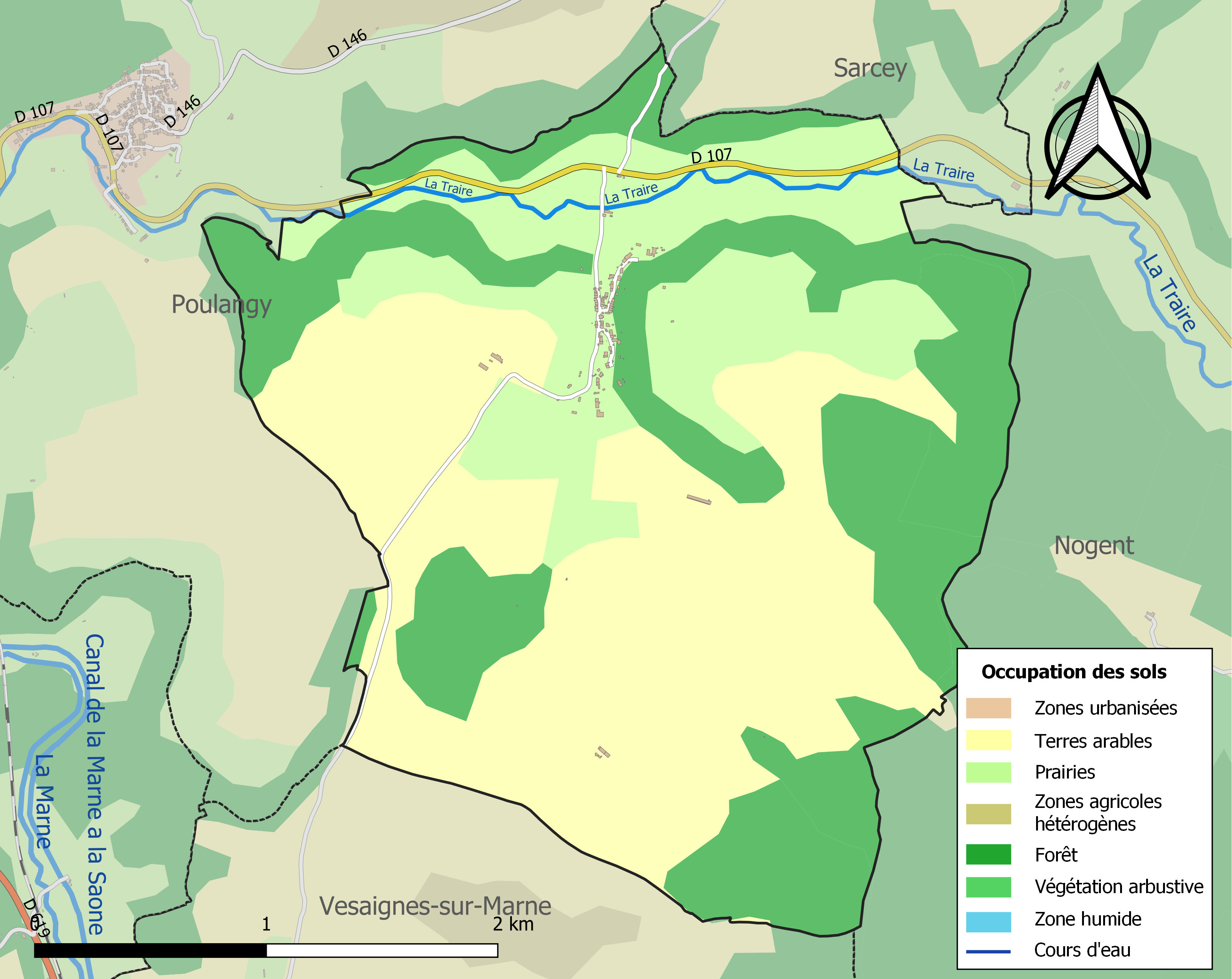
Carte des infrastructures et de l'occupation des sols de la commune en 2018 (CLC).

## Toponymie
Le nom de la localité est attesté sous les formes Wido de Lupanariis (1167) ; Loveres (1189) ; Lovière, Lovières, Louveriae, Loveriae (1249-1252) ; Louvières (1508) ; Louvière (1680).

Le toponyme est issu de l'ancien français louvière, « tanière du loup ».

## Histoire
Louvières doit son nom au piège à loups situé en forêt de Marsois. De forme ovale, il mesure près de 4m et, avec celui de Champlitte (Haute-Saône), serait le seul encore existant en France.
La forêt de Marsois abrite aussi une nécropole gauloise et des tumulus qui attestent d'une très ancienne occupation.
Le château actuel, du 17ème, a été reconstruit à la place du château fort dont il a conservé la tour.

## Politique et administration

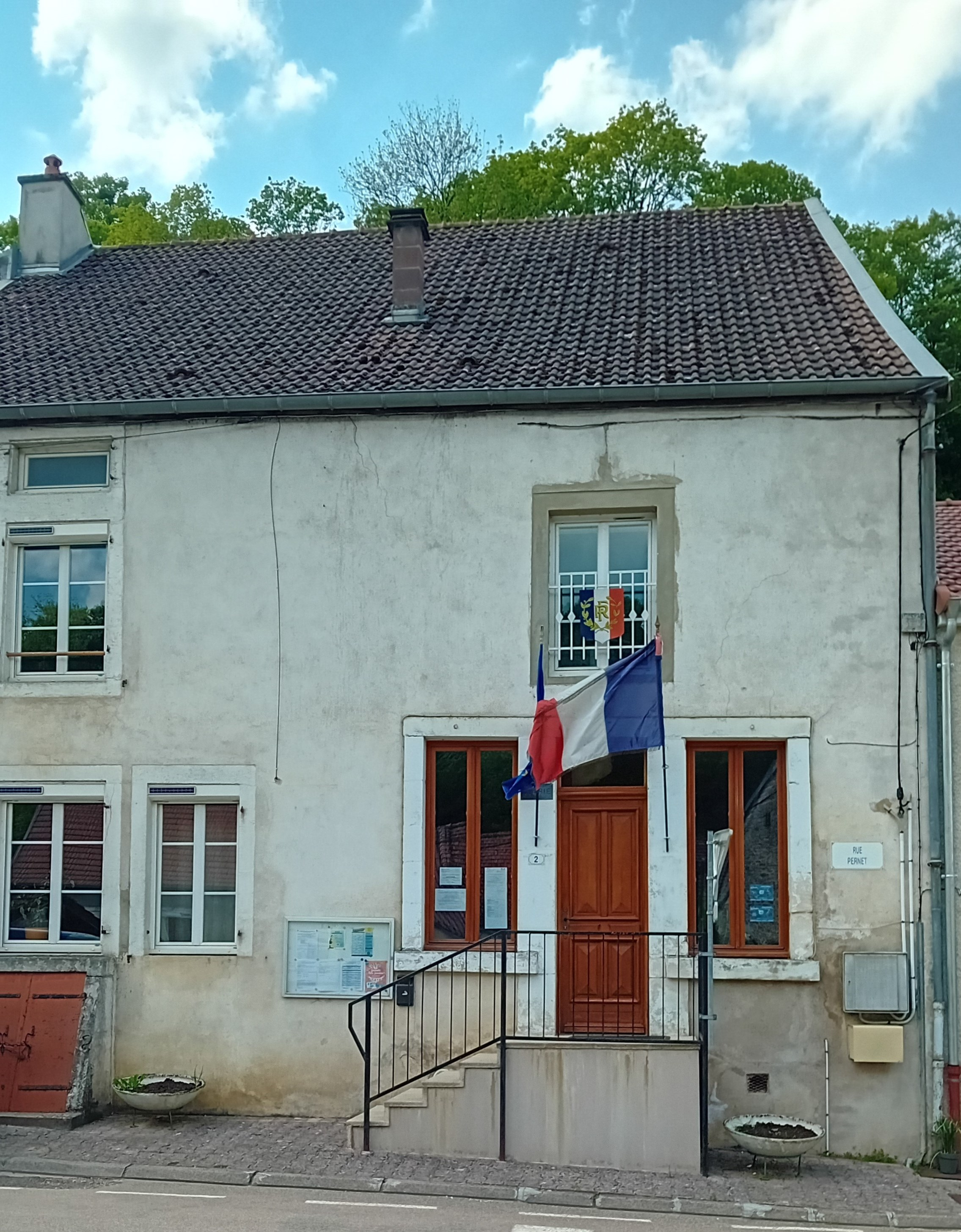
La mairie

| Période                                  | Période  | Identité             | Étiquette | Qualité |
| ---------------------------------------- | -------- | -------------------- | --------- | ------- |
| avant 1995                               | ?        | Michel Jeangeorges   |           |         |
| mars 2001                                | En cours | Anne-Marie Lallemand |           |         |
| Les données manquantes sont à compléter. |          |                      |           |         |

## Population et société

### Démographie

#### Évolution démographique
L'évolution du nombre d'habitants est connue à travers les recensements de la population effectués dans la commune depuis 1793. Pour les communes de moins de 10 000 habitants, une enquête de recensement portant sur toute la population est réalisée tous les cinq ans, les populations de référence des années intermédiaires étant quant à elles estimées par interpolation ou extrapolation. Pour la commune, le premier recensement exhaustif entrant dans le cadre du nouveau dispositif a été réalisé en 2008.

En 2022, la commune comptait 90 habitants, en évolution de −9,09 % par rapport à 2016 (Haute-Marne : −4,62 %, France hors Mayotte : +2,11 %).
| 1793 | 1800 | 1806 | 1821 | 1831 | 1836 | 1841 | 1846 | 1851 |
| ---- | ---- | ---- | ---- | ---- | ---- | ---- | ---- | ---- |
| 205  | 225  | 213  | 256  | 265  | 256  | 257  | 246  | 274  |

| 1856 | 1861 | 1866 | 1872 | 1876 | 1881 | 1886 | 1891 | 1896 |
| ---- | ---- | ---- | ---- | ---- | ---- | ---- | ---- | ---- |
| 280  | 283  | 282  | 266  | 256  | 266  | 247  | 202  | 207  |

| 1901 | 1906 | 1911 | 1921 | 1926 | 1931 | 1936 | 1946 | 1954 |
| ---- | ---- | ---- | ---- | ---- | ---- | ---- | ---- | ---- |
| 194  | 195  | 187  | 177  | 183  | 168  | 152  | 123  | 164  |

| 1962 | 1968 | 1975 | 1982 | 1990 | 1999 | 2006 | 2008 | 2013 |
| ---- | ---- | ---- | ---- | ---- | ---- | ---- | ---- | ---- |
| 183  | 166  | 143  | 142  | 138  | 125  | 110  | 106  | 101  |

| 2018 | 2022 | - | - | - | - | - | - | - |
| ---- | ---- | - | - | - | - | - | - | - |
| 95   | 90   | - | - | - | - | - | - | - |

## Lieux et monuments
- Église Saint-Thomas de Canterbury, construite au XIVe siècle.

Elle abrite deux tombeaux classés : celui du Seigneur de Louvières Jacques de 1556, portant l'inscription : « cy gist Jacques dorge, seigneur de Louvières, un des centy gentilhôme de chez roy, escuyer d'escurie de moseignr le duc de Guise leql trpssa le desnier jor de decembr 1556 », et celui de Claude d'Orge datant de 1627.
En 2015, un appel aux dons est lancé via la Fondation du Patrimoine.
- Le lavoir .

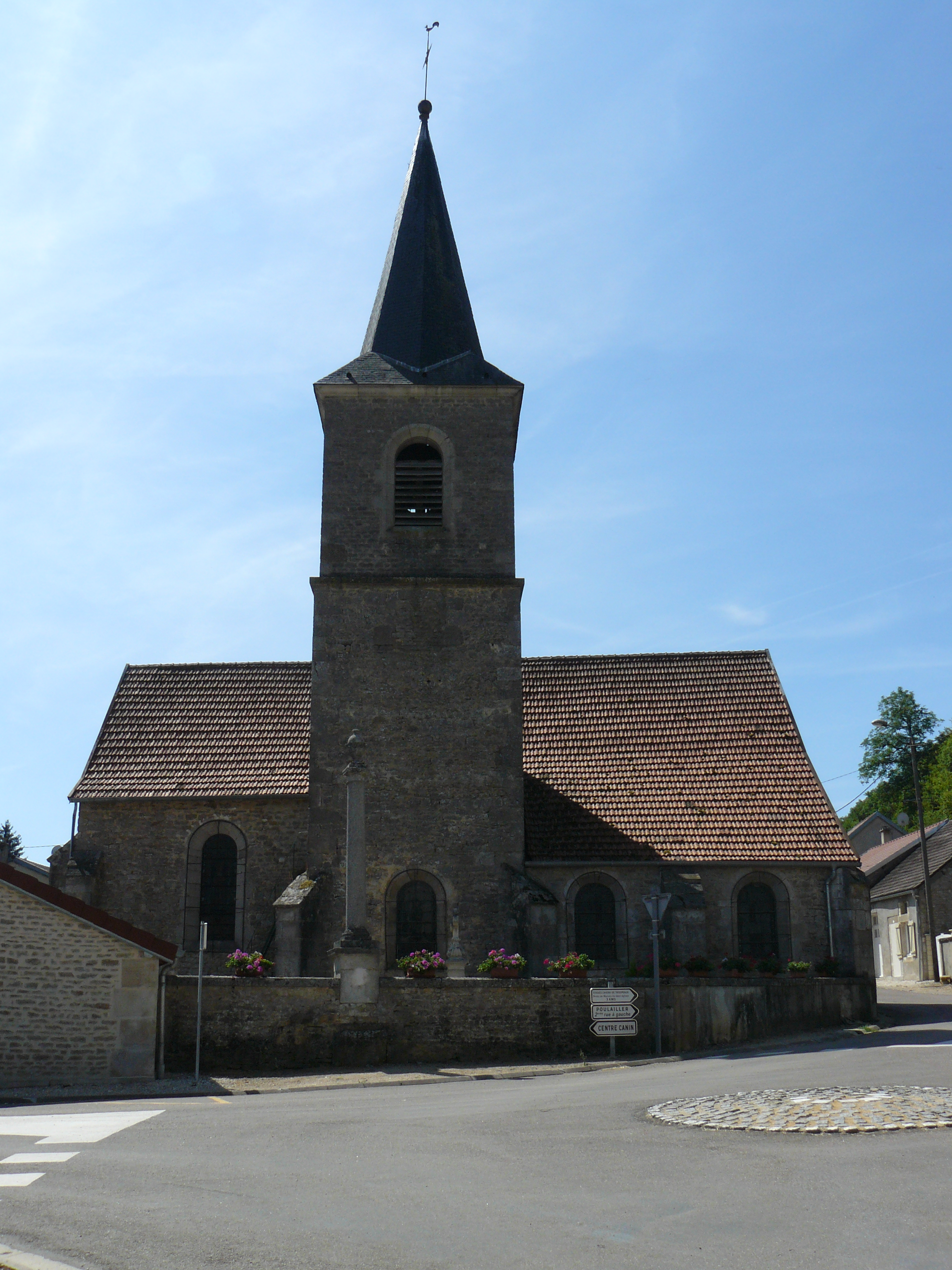
Église Saint-Thomas de Canterbury.
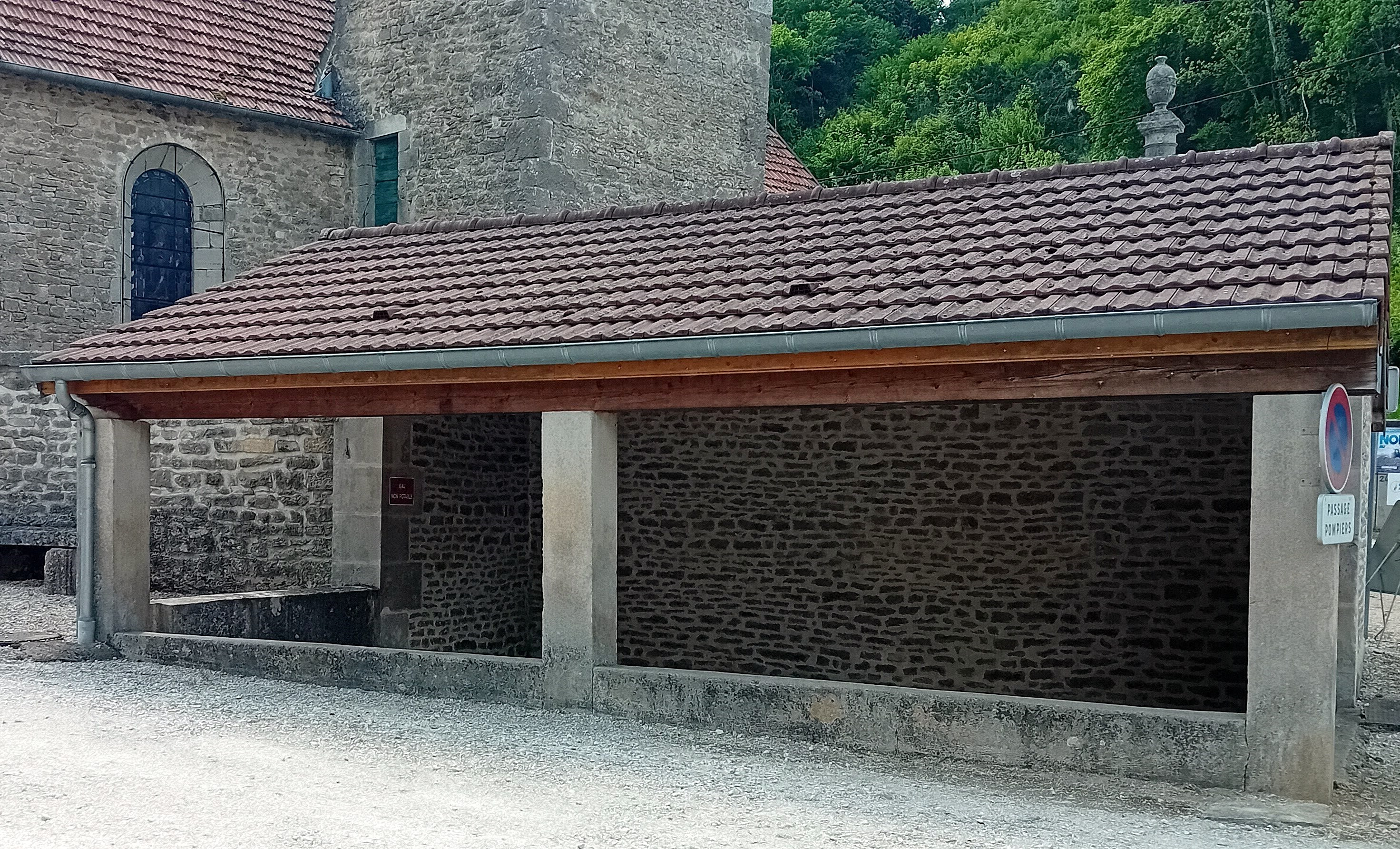
Le lavoir
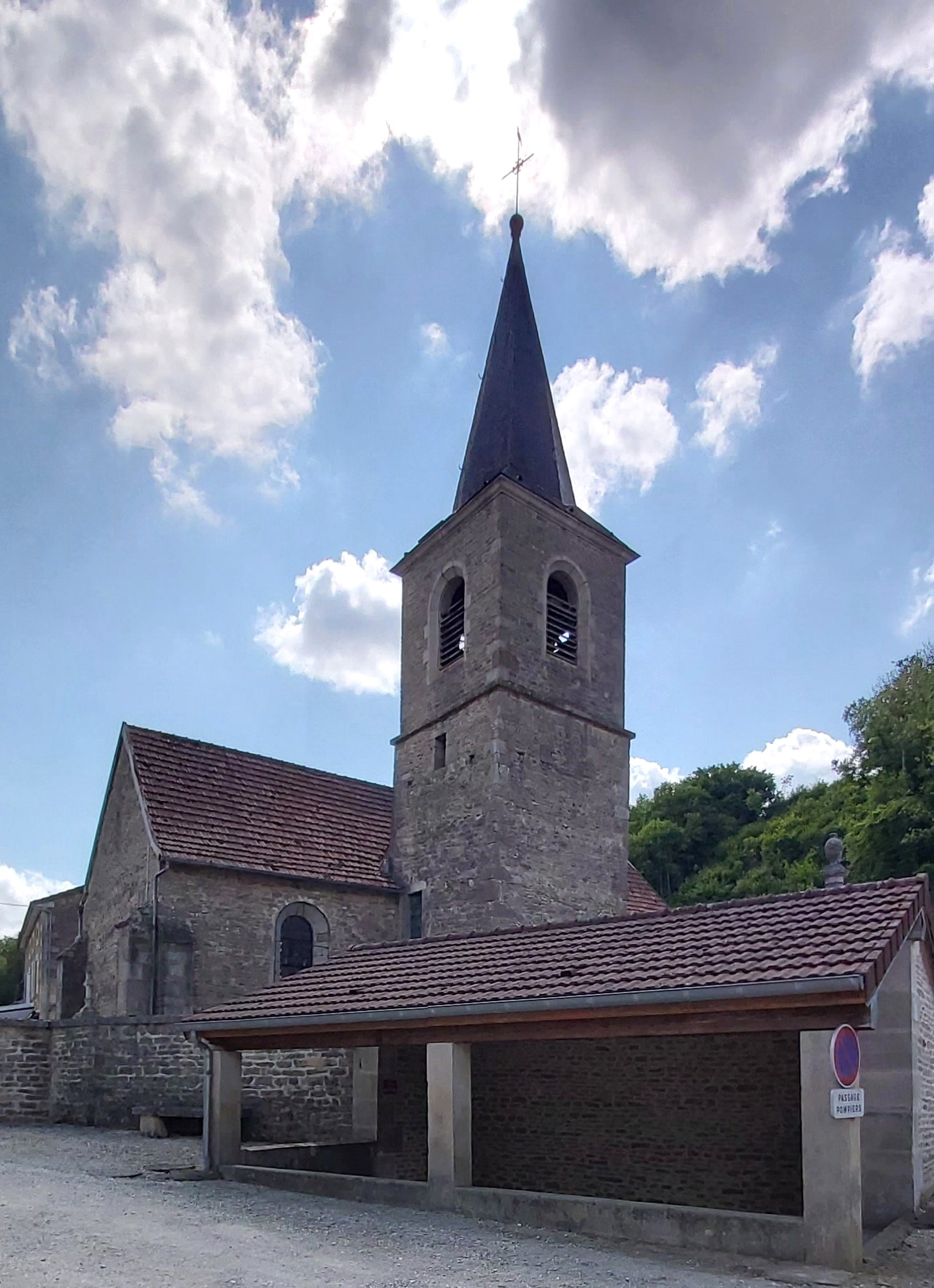
L'église Saint-Thomas de Canterbury et le lavoir.